# Хапцев, Артур Русланович
Артур Русланович Хапцев (род. 15 января 1988) — российский самбист и дзюдоист, победитель и призёр розыгрышей Кубка России по самбо, призёр чемпионатов России по самбо и дзюдо, победитель и призёр международных турниров, чемпион России и мира по пляжному самбо, мастер спорта России международного класса. По дзюдо выступает в тяжёлой весовой категории (свыше 100 кг). Наставниками Хапцева в разное время были В. С. Иващенко, Заслуженные тренеры России Валерий Стенников и Александр Мельников.

## Спортивные результаты

### Самбо
- Кубок России по самбо 2018 — ;
- Кубок России по самбо 2021 — ;
- Кубок России по самбо 2024 — ;
- Чемпионат России по самбо 2018 — ;
- Чемпионат России по самбо 2021 — ;
- Чемпионат России по пляжному самбо 2021 — ;
- Чемпионат России по пляжному самбо 2022 — ;
- Чемпионат России по пляжному самбо 2023 — ;

### Дзюдо
- Чемпионат России по дзюдо 2013 — ;
- Кубок России по дзюдо 2017 — ;